# Michiel van der Heijden
Michiel van der Heijden (ur. 3 stycznia 1992 w ’s-Hertogenbosch) – holenderski kolarz górski i przełajowy, trzykrotny medalista mistrzostw świata MTB, pięciokrotny medalista mistrzostw Europy MTB, brązowy medalista mistrzostw świata i Europy w kolarstwie przełajowym.

## Kariera
Pierwsze sukcesy w karierze Michiel van der Heijden osiągnął w 2009 roku, kiedy na mistrzostwach Europy w kolarstwie górskim w Zoetermeer zdobył srebrny medal wśród juniorów i brązowy medal w sztafecie, a na mistrzostwach Europy w kolarstwie przełajowym był trzeci wśród juniorów. Kolejne medale w rywalizacji juniorskiej zdobył w 2010 roku: złoto na mistrzostwach świata MTB w Mont-Sainte-Anne oraz brąz na mistrzostwach Europy MTB w Hajfie. Na rozgrywanych dwa lata później mistrzostwach Europy MTB w Moskwie był trzeci w sztafecie i drugi w kategorii U-23, a na mistrzostwach świata MTB w Leogang był drugi wśród młodzieżowców. W tej samej kategorii wiekowej wywalczył też brązowy medal na przełajowych mistrzostwach świata w Koksijde. Kolejny medal zdobył podczas mistrzostw świata MTB w Pietermaritzburgu w 2013 roku, gdzie zajął trzecie miejsce w kategorii U-23. W zawodach tych wyprzedzili go tylko Włoch Gerhard Kerschbaumer oraz Niemiec Julian Schelb.